# تائوئیسم در کره

Taegeukgi، پرچم کره جنوبی، با Taegeuk آبی و قرمز در مرکز.

تائوئیسم یا «دو» اولین فلسفه رسمی مردم کره است که چندین هزار سال را در بر می‌گیرد.
تائوئیسم در کره معمولاً به عنوان «موضوعی ادبی» مورد توجه بوده‌است.
برخی از محققان مدرن خواستار تعریف گسترده‌تر تائوئیسم و ارزش گذاری‌های مثبت آن هستند.

## دوره‌های تاریخی

### گوگوریو
تائوئیسم اولین بار در سال ۶۲۴ وارد کره شد. امپراتور گائوزو، بنیانگذار دودمان تانگ ، ادیب و واعظ تائوئیست، لائوتسه و ژوانگ ژی را به امپراتوری گوگوریو فرستاد. اینها مشتاقانه مورد استقبال پادشاه یونگ‌نیو و وزیرش یون گه‌سومون قرار گرفتند. معابد بودایی در نهایت به معابد تائوئیستی تبدیل شدند. با این حال، این شور و شوق تنها ۳۰ سال به طول انجامید. نمادهای تائوئیستی در نقاشی‌های دیواری مقبره گوگوریو در نزدیکی کانگسو، پییونگان - دو یافت می‌شود.
در اواسط دوره سلسله گوریو، بودیسم بر کره تسلط یافت و سایر ادیان و فلسفه‌ها از جمله تائوئیسم را دربر گرفت.

### بکجه
در بکجه، تائوئیسم در برخی از رساله‌ها به‌طور گذرا ذکر شده‌است، و مانند سایر پادشاهی‌های کره جا افتاده‌است.

### شیلا
تائوئیسم در شیلا بر تمرین و آموزش ذهن یا خود انضباطی متمرکز بوده‌است.

## چوسون
در قرن ۱۶ تا ۱۸، تائوئیسم شکوفا شد، به عنوان اهل ادب، راهبان، علمای خصوصی (ساریم)، و حتی زنان، به مراقبه تائوئیستی پرداخته و حکایتی از معاصران و نیاکان تائوئیست خود تهیه کردند. مهم‌ترین این گزارش‌ها که تا به امروز شناخته شده‌اند، چهار زندگی‌نامه، حکایتی از جاودانه‌ها (ساسون چون) در نوشته‌های گردآوری شده هیو گیون (۱۵۶۹–۱۶۱۸)، توسط چو یو جوک است.

## دوران مدرن
از اواخر سلسله چو سون، تائوئیسم نه تنها توسط دربار سلطنتی کره، کنفوسیوس‌ها، و بودایی‌ها، بلکه در کل جامعه نیز به حاشیه رانده شده‌است. با توجه به چنین تاریخی، امروزه تنها تعداد انگشت شماری تائوئیست در سراسر کره وجود دارند.
تائوئیسم، شمنیسم، کنفوسیوس و بودایی در جهان بینی کره‌ای به هم گره خورده‌اند.
شواهدی از احیای تائوئیست را می‌توان در Tanjeon Hoheup , Tonghak و Kouk Sun Do مشاهده کرد.
علامت تائوئیستی با حروف چینی su (طول عمر) و bok (خوشبختی) بسیاری از کالاهای روزمره، از قاشق گرفته تا جا بالشی را امروزه در کره تزئین می‌کنند.
نماد تائوئیست Taegeuk در پرچم کره جنوبی برجسته شده‌است. و Chondoism دین کره‌‌ای است که حضور بیشتری در کره شمالی دارد.